# استان رازگراد
نام یکی از استان‌های کشور بلغارستان است. ترکها بزرگترین گروه قومی ساکن این استان هستند.